# إدارة تشوكو
إدارة تشوكو واحدة من 32 إدارة في كولومبيا، تقع في غرب البلاد، وهي الإدارة الكولومبية الوحيدة التي لها خطوط ساحلية على المحيط الهادئ والمحيط الأطلسي على السواء. كما أن عليها جميع الحدود الكولومبية مع بنما. عاصمتها هي كيبدو.

## أعلام
- فانيسا مندوزا